# Moonacre - I segreti dell'ultima luna
Moonacre - I segreti dell'ultima luna è un film del 2008 diretto da Gábor Csupó, adattamento cinematografico dal libro per bambini Il cavallino bianco (The Little White Horse, 1946) della scrittrice gallese Elizabeth Goudge.
Protagonista del film è la giovane Dakota Blue Richards, già protagonista del fantasy La bussola d'oro. Anche il regista Gábor Csupó aveva precedentemente diretto un fantasy (Un ponte per Terabithia).

## Trama
Maria Merryweather è una ragazzina di tredici anni curiosa e intraprendente. Rimasta orfana, Maria eredita dal padre un misterioso libro, Le Antiche Cronache della Valle di Moonacre, che narra di una mitica leggenda. Centinaia di anni or sono, la valle di Moonacre era un luogo incantevole, pervaso dalla magia, ed era abitata da due antiche famiglie, i Merryweather e i de Noir, che vivevano in armonia. Una notte, la luna elesse come propria principessa una fanciulla appartenente alla famiglia de Noir per la sua grande purezza di cuore e le fece dono delle Perle della Luna, che si narrava avessero il potere di esaudire qualunque desiderio. La Principessa della Luna era promessa in sposa a Sir Wrolf Merryweather e il giorno delle nozze presentò ad entrambe le famiglie le Perle della Luna. Il loro potere suscitò l'avidità sia dei Merryweather che dei de Noir e le famiglie litigarono per il possesso delle perle. La Principessa della Luna vide così l'oscurità che si nascondeva nel cuore delle persone che amava e gettò una terribile maledizione sulla valle: un giorno, una persona pura di cuore sarebbe giunta a Moonacre per restituire le perle alla natura e riconciliare le famiglie e se ciò non fosse stato fatto entro la cinque e millesima luna, l'intera valle sarebbe stata distrutta. Da quel momento, le Perle della Luna scomparvero e i Merryweather e i de Noir divennero acerrimi nemici.
Maria e la sua governante, Miss Heliotrope, si trasferiscono nella valle di Moonacre, nella tenuta di Sir Benjamin Merryweather, il burbero ed eccentrico zio di Maria. Sir Benjamin proibisce a Maria di avventurarsi nella foresta per non essere aggredita dai membri della famiglia de Noir, ora divenuti briganti; Maria, però, disobbedisce e si inoltra tra gli alberi per liberare una coniglietta da una trappola, venendo sorpresa da Robin de Noir, figlio del capo della famiglia Coq de Noir, che cerca di catturarla. Per fortuna, Wrolf, l'enorme cane nero di proprietà di Sir Benjamin, mette in fuga Robin e Maria rientra a casa sana e salva.
Nei giorni seguenti, Maria assiste a strani fenomeni, tra cui l'apparizione di un candido unicorno che la leggenda narra si mostri soltanto ad una Principessa della Luna. Marmaduke, magico cuoco al servizio di Sir Benjamin, spiega a Maria che la maledizione di Moonacre esiste realmente e che solo una Principessa della Luna potrà spezzarla; Maria comprende di essere lei stessa la predestinata e decide di fuggire da Moonacre, spaventata dalla responsabilità. Nella foresta, Maria incontra Loveday, una donna gentile che sembra conoscere molto bene la realtà dietro la maledizione e grazie a lei Maria accetta il proprio compito di porre fine al sortilegio e alla faida tra le famiglie. Maria scopre di possedere la chiave che apre lo scrigno contenente le Perle della Luna e si inoltra nel maniero dei de Noir per recuperare lo scrigno, ma viene catturata da Robin; come se non bastasse, Coeur de Noir le rivela che lo scrigno è vuoto. Maria riesce a fuggire e torna a casa.
La mattina dopo, Maria viene visitata da Loveday, che le dona l'abito della prima Principessa della Luna. Maria scopre che Loveday e Sir Benjamin si amavano, ma Sir Benjamin lasciò Loveday quando, alla vigilia delle nozze, lei gli confessò di essere figlia di Coeur de Noir. Maria realizza così che la vera maledizione di Moonacre è l'orgoglio e intuisce che è stata la Principessa della Luna a rubare le perle, nascondendole per mettere alla prova le famiglie: avendo risolto l'enigma, un ritratto magico della Principessa della Luna si anima, rivelando finalmente a Maria il nascondiglio delle perle, che si trovano in una grotta sotto un albero nella foresta.
Maria chiede aiuto a Robin de Noir per trovare la grotta e il ragazzo, seppur di malavoglia, accetta di collaborare. I de Noir, però, sono sulle tracce di Maria e i due ragazzi riescono a sfuggirgli grazie al cane Wrolf, che si sacrifica per permettere ai due di salvarsi e raggiungere la grotta. Maria recupera le perle e grazie all'aiuto dell'unicorno, apparso per guidarla, raggiunge la scogliera dove ebbe inizio la guerra fra i Merryweather e i de Noir. La ragazza si getta in mare assieme alle perle proprio al sorgere dell'ultima luna: il coraggioso gesto commuove Sir Benjamin e Coeur de Noir, accorsi in cerca di Maria, e i due uomini si riappacificano, ponendo fine alla faida e spezzando la maledizione. Maria viene salvata dall'unicorno e torna in vita anche Wrolf, che in realtà è un mistico leone nero donato secoli prima da William de Noir, padre della prima Principessa della Luna, a Sir Wrolf Merryweather: i due animali, infatti, sono gli spiriti che rappresentano le due famiglie.
Sir Benjamin e Loveday si dichiarano nuovamente il loro amore e la valle di Moonacre ritorna ad essere il luogo magico e sereno che era una volta. Il film si chiude mostrando i Merryweather e i de Noir uniti che inaugurano una nuova era di pace per Moonacre.

## Produzione
Durante la pre-produzione si decise che il film avrebbe dovuto avere un titolo diverso dal libro. Fu fatto un sondaggio su Internet, dando ai fan dei libri la possibilità di votare per il titolo che preferivano fra The Moon Princess ("La principessa della Luna" in inglese) e The Secret of Moonacre ("Il segreto di Moonacre"). Vinse The Secret of Moonacre, che in italiano fu tradotto nel titolo attuale.
Le riprese iniziarono il primo ottobre 2007, e si svolsero a Londra e in Ungheria. Il regista scelse il castello di Schossberger per il maniero di Moonacre.

## Distribuzione
Il film è stato distribuito in Italia il 12 giugno 2009.

## Romanzo
Il romanzo da cui è tratto il film è stato pubblicato per la prima volta nel 1946 con il nome Il cavallino bianco ed è stato scritto da Elisabeth Goudge; nello stesso anno vinse la Carnegie Medal per la letteratura per bambini. La scrittrice J. K. Rowling ha più volte affermato che il romanzo della Goudge è il suo preferito fin da bambina e che è stato proprio questo a darle l'ispirazione per la celeberrima saga di Harry Potter.
In concomitanza con l'uscita del film, il romanzo è stato ripubblicato da Rizzoli usando lo stesso titolo del film.